# Horeca
Pour l’article ayant un titre homophone, voir Oreka.
Pour les articles homonymes, voir CHR et HCR (homonymie).

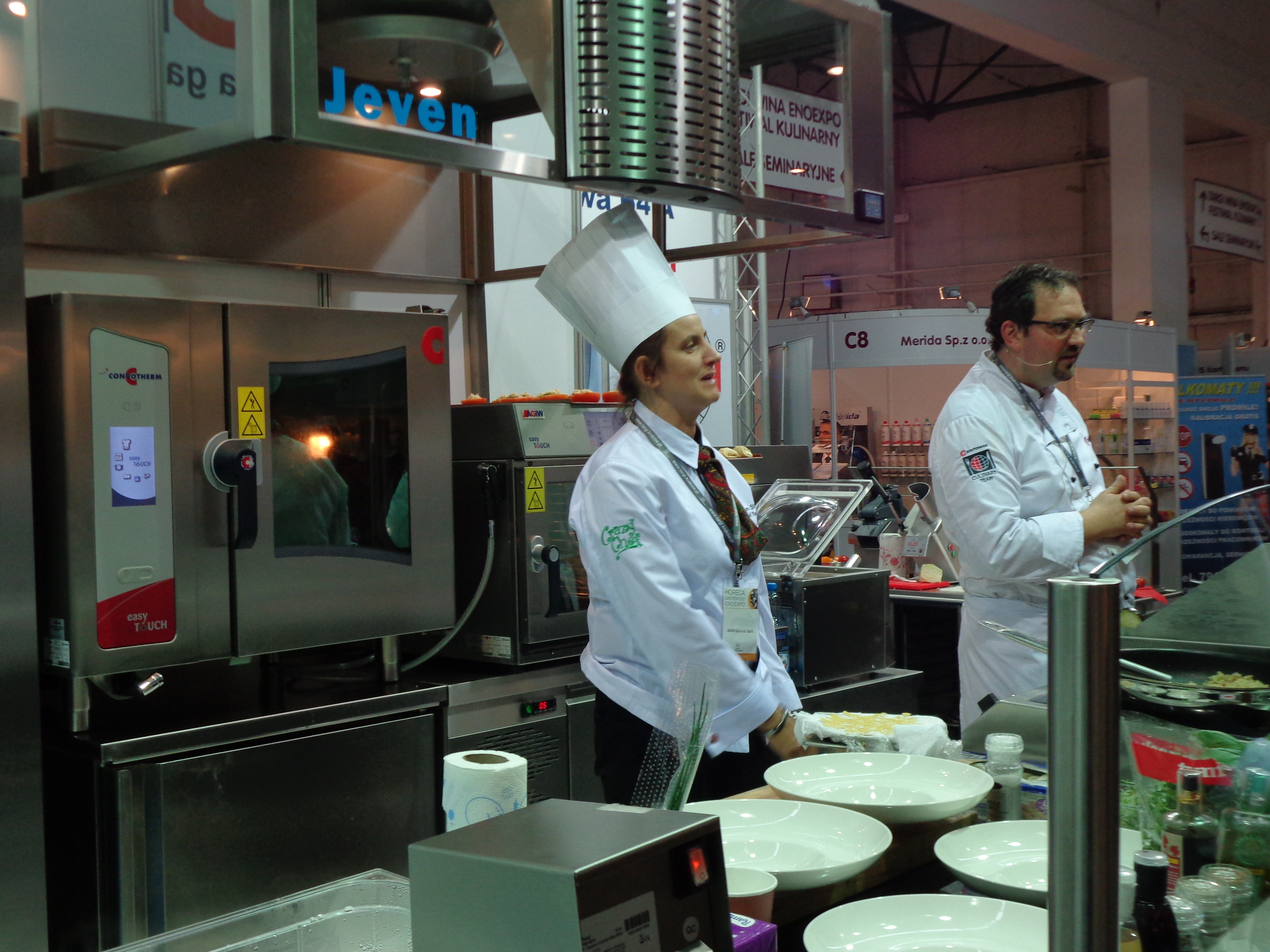
Démonstration du fonctionnement d'un four lors du salon HORECA 2013 à Cracovie.

Horeca, parfois écrit HORECA ou HoReCa, est un acronyme désignant le secteur d’activités de l’hôtellerie, de la restauration et des cafés. En anglais, il a le même sens et se comprend comme acronyme de Hotels, Restaurants and Catering.
Officiellement utilisé en Belgique, au Luxembourg, en Suisse, et aux Pays-Bas il l'est également au sein de certaines sociétés commerciales internationales actives dans le secteur de l'alimentation. Par là, son usage s'est répandu dans plusieurs langues.
En France, les abréviations utilisées sont HCR, CHR ou CAHORE, pour « cafés-hôtels-restaurants », voire CHRD pour « cafés, hôtels, restaurants et discothèques ».